# Йозеф Бойс
Йозеф Бойс (на немски: Joseph Beuys) е германски скулптор, инсталационен и графичен творец, естет и педагог по изкуство.
Неговият обширен труд е основан на идеите на хуманизма, социалната философия и антропософията. Той стига до своята кулминация в неговото съчинение „Extended definition of art“. Също така играе решаваща роля за появата и развитието на Gesamtkunstwerk (Синкретичното изкуство) и social sculpture.
Кариерата му се характеризира като страстна, дори остър публичен дебат (бил е доста скандална личност), но в днешно време Бойс се счита за един от най-влиятелните и значими творци на 20 век.

## Биография

### Детство и младост в Третия райх (1921 – 1941)
Бойс е роден на 12 май 1921 г. в малкия германски град Крефелд. Баща му работи като търговец. Учителите му го смятат за талантлив в рисуването. Взима уроци по пиано и виолончело. Няколко пъти посещава ателието на фламандския художник и скулптор Achilles Moortgat. Други негови интереси са били скандинавската история и митология и особено природните науки. Спазвайки принципите си, но също и по своя потребност, той спасява книгата „Systema Naturae“ на Карл Линей „...от онази голяма горяща купчина“, когато Германската националсоциалистическа работническа партия започва аутодафе (масово изгаряне на книги) в Клеве.
Около 1936 г. е документирано членството на Бойс в Хитлерюгенд; организацията, обхващала голямо мнозинство от германски деца и юноши по онова време, а по-късно същата година членството станало задължително. На 15-годишна възраст взема участие в Нюрнбергските митинги през септември 1936 г.
Още от ранна възраст Бойс показва остър интерес към природните науки и обмисля кариера в медицината, но в последните си години в училище решава да стане скулптор, най-вероятно повлиян творбите на Вилхелм Лембрук. Към 1939 г. работи в цирк близо една година като поставя плакати и се грижи за животните. Получава университетската си диплома през пролетта на 1941 г.

### Втора световна война (1941 – 1945)
През 1941 г. Бойс е доброволец в Луфтвафе (германските военновъздуни сили). Започва военното си обучение като оператор на авиационните радиостанции (1941). Посещава и лекции по биология и зоология в The University of Posen, който по онова време е германизиран университет. Точно в този период Йозеф Бойс започва сериозно да обмисля кариерата си на творец.
През 1942 г. Бойс е поставен на пост в Крим (автономна република в Украйна) и е член на различни бойни бомбардировъчни поделения. От този период има запазени рисунки и скици, които показват вече оформения му характерен стил. На 16 март 1944 г. самолетът на Бойс бива уцелен и свален над Крим, като се разбива близо до Знамянка (тогава Фрайберг). Следващите преживявания на Бойс след катастрофата се превръщат в едни от най-спорните страни на неговата артистична личност. Той твърди, че е спасен от катастрофата от номадски кримски татари, които увили раненото му тяло в животинска мас и филц (вид плат) и го излекували:
| „ | „Ако не бяха татарите, днес нямаше да съм жив. Те бяха кримски номади, в тогавашната ‘ничия земя‘ между Руските и Германските фронтове, като не бяха на ничия страна. Вече имах добри връзка и отношения с тях и често се отбивах, за да ги посетя. ‘Du nix njemski’, казваха те, ‘du Tatar’ (Ти не си немец, ти си татарин.) и се опитваха да ме убедят да стана един от тях. Естествено, техните номадски методи бяха атрактивни за мен, въпреки че до това време техните движения бяха забранени. Но все пак те бяха тези, които ме откриха в снега след катастрофата, когато немските спасителни отряди вече се бяха отказали. Все още бях в безсъзнание и се свестих чак след около 12 дни, по което време вече бях настанен в немска болница. Така че спомените, които имам от този период, са само смътни картини, имитиращи съзнанието ми. Последното, което помня, е, че беше твърде късно да скоча, твърде късно да се отвори парашутът. Това трябва да е било няколко секунди преди да се ударя в земята. За щастие не бях заплетен в отломките – винаги предпочитах свободните движения пред безопасността на коланите... Моят другар беше с колан и се разби на хиляди парчета при сблъсъка – след това не беше открито почти нищо от него. Най-вероятно съм се изстрелял през предното стъкло, когато то излетя назад със същата скорост, с която самолетът удари земята. Получих тежки черепни и костни поражения. След това опашката на самолета се преобърна и бях тотално заринат в снега. В това състояние са ме намерили татарите дни по-късно. Помня гласове, казващи ‘Voda’ (вода), след това плата от техните палатки и плътният изразителен аромат на сирене, мас и мляко. Покриха тялото ми с мас, за да регенерира топлина и го обвиха с филц като изолатор, който да задържи топлината.“ | “ |

Умира на 23 януари 1986 г. в Дюселдорф.

## За него
- Adriani, Götz, Winfried Konnertz, and Karin Thomas: Joseph Beuys: Life and Works. Trans. Patricia Lech. Wo odbury, N.Y.: Barron's Educational Series, 1979.
- Bastian, Heiner: Joseph Beuys: The secret block for a secret pers on in Ireland. Text by Dieter Koepplin. Munich: S chirmer/Mosel, 1988.
- Beuys, Joseph: What is Money? A discussion. Trans. Isabelle Boccon-Gibod. Forest Row, England: Clairview Books, 2010.
- Borer, Alain. The Essential Joseph Beuys. London: Thames and Hudson, 1996.
- Buchloh, Benjamin H.D.: ‘Beuys: The Twilight of the Idol,’ Artforum, vol.18, no.5 (January 1980), pp. 35 – 43.
- Buchloh, Benjamin H.D., Krauss, Rosalind, Michelson, Annette: ‘Joseph Beuys at the Guggenheim,’ in: October, 12 (Spring 1980), pp. 3 – 21.
- Chametzky, Peter. Objects as History in Twentieth-Century German Art: Beckmann to Beuys. Berkeley: University of California Press, 2010.
- De Duve, Thierry: Kant After Duchamp, Cambridge (Mass.): MIT Press, 1996.
- Masters, Greg, "Joseph Beuys: Past the Affable". For the Artists, Critical Writing, Volume 1] (Crony Books, 2014)
- Mesch, Claudia and Michely, Viola, eds. Joseph Beuys: the Reader (MIT Press, 2007)
- Mühlemann, Kaspar: Christoph Schlingensief und seine Auseinandersetzung mit Joseph Beuys. Mit einem Nachwort von Anna-Catharina Gebbers und einem Interview mit Carl Hegemann (Europäische Hochschulschriften, Reihe 28: Kunstgeschichte, Bd. 439), Peter Lang Verlag, Frankfurt am Main u.a. 2011, ISBN 978-3-631-61800-4
- Murken, Axel Hinrich: Joseph Beuys und die Medizin. F. Coppenrath, 1979. ISBN 3-920192-81-8
- Oman Hiltrud: „Joseph Beuys. Die Kunst auf dem Weg zum Leben.“ München, Heyne (1998) ISBN 3-453-14135-0
- Potts, Alex: ‘Tactility: The Interrogation of Medium in the Art of the 1960s,’ Art History, Vol.27, No.2 април 2004. 282 – 304.
- Ray, Gene (ed.): Joseph Beuys, Mapping the Legacy. New York and Sarasota: Distributed Art Publishers, 2001.
- Rosenthal, Mark: Joseph Beuys: Actions, Vitrines, Environments, London: Tate, 2005.
- Schneede, Uwe M. Joseph Beuys Die Aktionen. Gerd Hatje, 1998. ISBN 3-7757-0450-7
- Stachelhaus, Heiner. Joseph Beuys. New York: Abbeville Press, 1991.
- Temkin, Ann, and Bernice Rose. Thinking is Form: The Drawings of Joseph Beuys (exh. cat., Philadelphia Museum of Art). New York: Thames and Hudson, 1993.
- Tisdall, Caroline: Joseph Beuys, New York: Guggenheim Museum, 1979.
- Tisdall, Caroline: Joseph Beuys: We Go This Way, London, 1998, ISBN 978-1-900828-12-3.
- Ulmer, Gregory, Applied Grammatology: Post(e)-Pedagogy from Jacques Derrida to Joseph Beuys, Johns Hopkins Press, 1985.
- Valentin, Eric, Joseph Beuys. Art, politique et mystique, Paris, L'Harmattan, 2014.
- Beuys Brock Vostell. Aktion Demonstration Partizipation 1949 – 1983. ZKM – Zentrum für Kunst und Medientechnologie, Hatje Cantz, Karlsruhe, 2014, ISBN 978-3-7757-3864-4.